# Observatorio Virtual Español
El Observatorio Virtual Español es un proyecto financiado por el Ministerio de Economía y Competitividad de España, que pertenece a la Alianza Internacional de Observatorios Virtuales (Observatorio virtual, VO por sus siglas en inglés) desde junio de 2004. Su objetivo principal es fomentar y coordinar las actividades relacionadas con el VO a nivel nacional y actuar como punto de contacto con el resto de iniciativas VO a nivel internacional. El equipo coordinador del proyecto se encuentra en Madrid en el Centro de Astrobiología. 

## Objetivos
- Desarrollo de archivos astronómicos en el marco del Observatorio Virtual. Destaca el desarrollo y gestión de los archivos del Gran Telescopio Canarias[2] y de los telescopios del Observatorio de Calar Alto.[3][4]

- Desarrollo de herramientas de análisis de datos según los estándares y recomendaciones definidas por IVOA. VOSA y VOSED (enlace roto disponible en Internet Archive; véase el historial, la primera versión y la última). .

- Desarrollo de herramientas de Minería de datos que permiten poder analizar de manera eficiente enormes cantidades de información.[5] En este campo participa de forma destacada en los proyectos GAIA y Corot.[6][7]

- Desarrollo de estándares de Observatorio Virtual.

- Colaboración con grupos científicos.[8]

- Actividades educativas: realización de cursos de Máster,[9] supervisión de trabajos académicamente dirigidos, fin de máster, fin de carrera y tesis doctorales,[10] organización de escuelas de Observatorio Virtual.

- Actividades de divulgación: colaboración con la comunidad de astrónomos aficionados,[11] desarrollo de proyectos de "ciencia-para todos", charlas de divulgación.[12]